# Ķīšupe (przystanek kolejowy)
Ķīšupe – przystanek kolejowy w miejscowości Saulkrasti, w gminie Saulkrasti, na Łotwie. Położony jest na linii Ryga - Skulte.

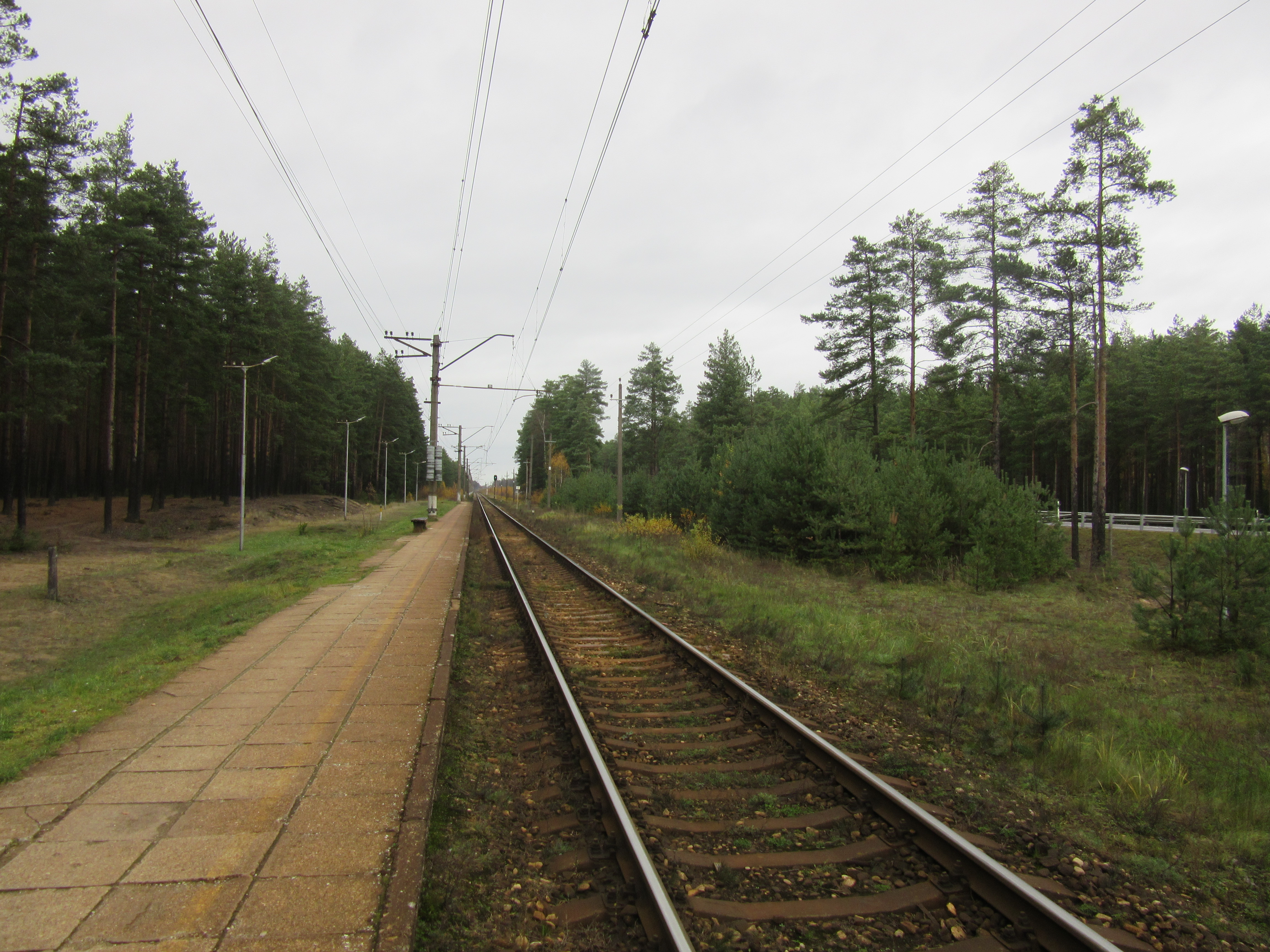
Peron (widok w stronę Skulte)